# هوندا آکورد (نسل ششم)
شرکت هوندا برای نسل ششم خودروی هوندا آکورد سه مدل مختلف را برای عرضه در هریک از بازارهای ژاپن، آمریکای شمالی و اروپا در نظر گرفت. مدل استیشن واگن در آمریکای شمالی و مدل کوپه در ژاپن از فهرست مدل‌های آکورد حذف شدند.
در ابتدای عرضهٔ این نسل، شایعاتی منتشر شد مبنی بر این که شعبهٔ انگلیسی شرکت هوندا تصمیم دارد مدلی برای رقابت با خودروهای ایمپرزای شرکت سوبارو و لنسر اوولوشن شرکت میتسوبیشی تولید کند، در نهایت این شایعات با عرضهٔ خودروی آکورد تیپ آر که مدلی سبک (۱۳۳۰ کیلوگرم) و مخصوص میدان مسابقه با تعدادی امکانات لوکس و بدون هیچ تمهیداتی برای کاهش صدای خروجی موتور بود، به واقعیت پیوستند. در سال ۲۰۰۰، شرکت هوندای ژاپن بر اساس آکورد تیپ آر، نمونهٔ مخصوص بازار ژاپن را با نام یورو آر تولید کرد. آکورد یورو آر امکاناتی همچون سیستم تعلیق دو جناغی در جلو و ۵ اتصالی در عقب، شاسی و سیستم تعلیق محکم‌تر، دیفرانسیل لغزش محدود پیچشی، ترمزهای دو پیستونی، سیستم اگزوز دوقلو با دو صداخفه‌کن، رینگ‌های آلیاژی ۱۶ اینچی، پوشش موتور اختصاصی قرمز رنگ، آمپرهای سفید رنگ با نمایهٔ «تیپ آر»، میله تعادل جلو، سر دسته دندهٔ آلومینیومی مخصوص مدل یورو آر، لامپ‌های چراغ‌های جلو از نوع تخلیهٔ شدت بالا (HID)، آینه‌های جانبی همرنگ بدنه با قابلیت جمع‌شدن به صورت برقی، شیشه‌بالابرهای برقی، ورود بدون کلید، تهویهٔ مطبوع، کیسه‌های هوای اس‌آراس برای راننده و سرنشین جلو، سامانهٔ ضد قفل ترمز، صندلی‌های ساخت شرکت ریکارو و غربیلک فرمان ساخت شرکت مومو با دور دوزی چرمی را شامل می‌شد. یک بالهٔ عقب بلند و قابل تنظیم کاربردی نیز به عنوان گزینهٔ انتخابی قابل سفارش بود که بسیاری از خریداران آن را بر روی خودروی خود سفارش می‌دادند. هوندا آکورد تیپ آر مجهز به موتوری با نیروی خروجی ۲۱۲ اسب بخار (۱۵۸ کیلووات) در ۷۲۰۰ دور بر دقیقه و گشتاور ۲۲۲ نیوتن متر (۱۶۴ پوند-فوت) در ۶۷۰۰ دور بر دقیقه بود، در حالی که مدل یورو آر از یک موتور بهبود یافتهٔ اچ۲۲آ با توان خروجی ۲۲۰ اسب بخار (۱۶۴ کیلووات) در ۷۲۰۰ دور بر دقیقه و گشتاور ۲۲۱ نیوتن متر (۱۶۳ پوند-فوت) در دور موتور ۵۵۰۰ دور بر دقیقه بهره می‌برد. با چشم‌پوشی از موتور اچ۲۲آ و آمپرهای سفید و سر دندهٔ آلومینیومی با علامت یورو آر، آکوردهای یورو آر و تیپ آر بسیار مشابه یکدیگر هستند. مدل یورو آر بعداً با نسل هفتم آکورد یورو آر جایگزین شد.